# Diecezja Ajaccio
Diecezja Ajaccio (łac. Diœcesis Adiacensis) – diecezja Kościoła rzymskokatolickiego obejmująca całość Korsyki. Została erygowana w III wieku. W 1801 wchłonęła cztery pozostałe diecezje istniejące wówczas na wyspie i przybrała obecny kształt terytorialny. W 2002 została przeniesiona ze zlikwidowanej wówczas metropolii Aix do nowo utworzonej metropolii Marsylii.

## Główne świątynie
- Katedra: Katedra Wniebowzięcia Najświętszej Maryi Panny w Ajaccio

## Biskupi
- biskup diecezjalny: François Bustillo OFMConv (od 2021)